# Йори Бой Кампас
Луис Рамон «Йори Бой» Кампас Медина (исп. Luis Ramón «Yori Boy» Campas Medina); 6 августа 1971, Навохоа, Мексика) — мексиканский боксёр. Чемпион мира в 1-й средней весовой категории (IBF, 1997—1998).

## Биография
Родился 6 августа 1971 года в мексиканском городе Навохоа, штат Сонора. Своё прозвище, «Йори Бой» (исп. Yori Boy, «белый парень»), получил из-за светлых волос.
Боксом начал заниматься в 12 лет.
Тренировался в Три-Форкс, Монтана, США. Тренер и менеджер — Джо Диас.

## Профессиональная карьера
Дебютировал на профессиональном ринге 11 июля 1987 года в возрасте 15 лет. Одержал победу нокаутом в 1-м раунде.
16 февраля 1994 года нокаутировал во 2-м раунде экс-чемпиона мира в полусреднем весе мексиканца Хорхе Ваку.

### Чемпионский бой с Феликсом Тринидадом
17 сентября 1994 года встретился с чемпионом мира в полусреднем весе по версии IBF не имеющим поражений пуэрториканцем Феликсом Тринидадом. Проиграл нокаутом в 4-м раунде.
7 августа 1995 года нокаутировал в 3-м раунде экс-чемпиона мира в полусреднем весе мексиканца Хенаро Леона.

### Чемпионский бой с Хосе Луисом Лопесом
6 октября 1996 года встретился с чемпионом мира в полусреднем весе по версии WBO мексиканцем Хосе Луисом Лопесом. Потерпел досрочное поражение — отказался от продолжения боя после 5-го раунда.

### Чемпионский бой с Раулем Маркесом
6 декабря 1997 года встретился с чемпионом мира в 1-м среднем весе по версии IBF не имеющим поражений американцем Раулем Маркесом. Одержал победу нокаутом в 8-м раунде.

### Защиты титула (1998)
23 марта 1998 года досрочно победил американца Энтони Стивенса.
5 июня 1998 года нокаутировал в 11-м раунде мексиканца Педро Ортегу.
18 сентября 1998 года досрочно победил американца Ларри Барнса.

### Потеря титула в бою с Фернандо Варгасом
12 декабря 1998 года потерпел досрочное поражение от американца Фернандо Варгаса и потерял титул.

### Чемпионский бой с Даниэлем Сантосом
16 марта 2002 года встретился с экс-чемпионом мира в полусреднем весе пуэрториканцем Даниэлем Сантосом. На кону стоял вакантный титул чемпиона мира в 1-м среднем весе по версии WBO. Проиграл нокаутом в 11-м раунде.

### Чемпионский бой с Оскаром Де Ла Хойей
3 мая 2003 года встретился с чемпионом мира в 1-м среднем весе по версиям WBC и WBA американцем Оскаром Де Ла Хойей. Проиграл нокаутом в 7-м раунде.
21 июня 2008 года проиграл нокаутом в 1-м раунде экс-чемпиону мира в 1-м среднем весе мексиканцу Алехандро Гарсии.
9 мая 2009 года встретился с экс-чемпионом мира в трёх весовых категориях пуэрториканцем Эктором Камачо. Поединок завершился вничью.

## Титулы и достижения

### Региональные и второстепенные
- Чемпион Мексики в полусреднем весе (1991—1992).
- Обладатель титула NABF в полусреднем весе (1992).
- Обладатель титула WBO NABO в 1-м среднем весе (1995).
- Обладатель титула WBO NABO в полусреднем весе (1995—1996).
- Чемпион мира в 1-м среднем весе по версии IBA (2004).
- Обладатель титула WBC Mundo Hispano в среднем весе (2004—2005).
- Обладатель титула IBA Americas в 1-м среднем весе (2007).
- Обладатель титула WBA Fedelatin в среднем весе (2011).

### Мировые
- Чемпион мира в 1-м среднем весе по версии IBF (1997—1998).

## Семья
Женат. Супругу зовут Мейбл. У пары трое детей.